# Cyrtophagoides
Cyrtophagoides is een geslacht van vliesvleugeligen uit de familie van de Pteromalidae. De wetenschappelijke naam van dit geslacht werd voor het eerst geldig gepubliceerd in 2008 door T. C. Narendran.

## Soorten
Het geslacht Cyrtophagoides is monotypisch en omvat slechts de volgende soort:
- Cyrtophagoides ghoonbori Narendran, 2008